# Волшебница Пери
«Волшебница Пери» или «Пери Джаду» (азерб. Pəri Cadu) — трагедия азербайджанского драматурга Абдуррагим-бека Ахвердиева, написанная в 1901 году. В этом году, переехав из Шуши в Баку, Ахвердов закончил написание пьесы. Пьеса добилась успеха, вошла в золотой фонд национальной драматургии и с триумфом ставилась на сценах Тифлиса, Эривани, Нахичевани и других городов. В 1924 году в постановке М. С. Кирманшахлы была поставлена на сцене Азербайджанского академического драматического театра в Баку.

## Анализ произведения
В пьесе «Волшебница Пери», согласно авторам монографии «История Азербайджана» (Баку, 1960, том 2-й), как и в пьесе «Несчастный юноша», Ахвердов выражал свою любовь и симпатии к трудящимся.
По словам литературоведа Азиза Шарифа, в символической драме «Волшебница Пери» Ахвердов ставит вопрос о личном счастье человека. Азиз Шариф отмечает:
С большим мастерством Ахвердов показывает невозможность счастья там, где господствует власть денег, где нет личной свободы, где зло всесильно. Одинокий бунтарь крестьянин Курбан гибнет так же, как погиб бунтарь интеллигент Фархад, пытавшийся бороться в одиночку, без поддержки масс.
Театровед Джафар Джафаров отмечает, что «Волшебница Пери» ценна своей жизненностью и правдивостью. Косвенно продолжая линию пьес «Шамдан—бек» Н. Нариманова, «Из-под дождя да под ливень», «Хаджи-Фарадж Проклятый» Н. Везирова, Ахвердиев, согласно Джафарову разоблачает денежные отношения, собственнические идеи, и ярко демонстрирует трагические последствия этих отношений и идей. По стилю и форме «Волшебница Пери», по словам Джафарова, была совершенно новым явлением в истории азербайджанской сцены.